# Адрианова дорога

Адрианова дорога на карте провинции Египет во времена императора Адриана.

Адрианова дорога (лат. Via Hadriana) — римская дорога в Египте, строительство которой было завершено в 137 году при императоре Адриане (откуда и получила свое название). Дорога длиной более 800 км шла из Антинополя к Беренису на побережье Красного моря. Она служила для доставки белого и красного мрамора с египетских каменоломен.
По свидетельствам современников, дорога использовалась ещё во времена поздней Римской империи в V и VI веках.